# Al-Musta'in II
Pour les articles homonymes, voir al-Musta'in.
Ahmad ibn Yusuf (en arabe : أحمد بن يوسف), de son nom complet Abu-Jafar Ahmad ibn Yusuf ibn Hud al-Musta'in bi-llah (en arabe : أبو جعفر أحمد بن يوسف بن هود المستعين بالله), qui prit le titre honorifique d’al-Musta'in II (« celui qui implore Dieu », en arabe : المستعين) et connu populairement comme Ahmad II al-Musta'in II (en arabe : أحمد المستعين) (né à une date inconnue - mort le 24 janvier 1110 à Valtierra) est le fils et le successeur de Yusuf al-Mutaman. Il fut le quatrième roi de la dynastie des Banu Hud de la taïfa de Saragosse.
Al-Musta'in II fut confronté aux guerres que menaient contre lui les autres rois de taïfas. Sous la menace des rois de Castille et d'Aragon, qui profitent de son affaiblissement pour progresser, il n'obtint que peu d'aide et périt finalement au combat.

## Biographie

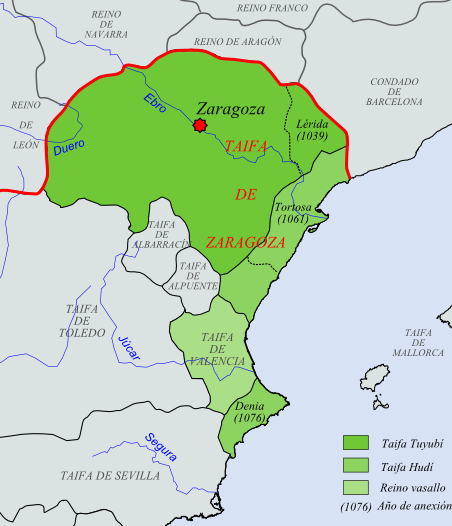
Taïfa de Saragosse dans son extension maximale, en 1076, sous le règne d'al-Muqtadir.

### Jeunesse
Al-Musta'in II naît à une date inconnue, certainement à Saragosse. Il est le fils de Yusuf al-Mutaman, roi lettré et savant. Il hérite de la taïfa de Saragosse.

### Succession difficile
Al-Musta'in II succède à son père en 1085 et se trouve rapidement confronté aux ambitions des seigneurs chrétiens qui bordent la frontière septentrionale : les rois de Castille, de Pampelune et d'Aragon. Sous la menace d'Alphonse VI de Castille et de Sanche Ier d'Aragon, il n'obtient que peu d'aide des autres rois musulmans, surtout après la chute de Tolède aux mains d'Alphonse VI, le 25 mai 1085. De plus, il perd l'alliance de Rodrigo Díaz de Vivar, connu populairement comme « le Cid », qui avait été l'allié fidèle de son père.
Il arrive cependant à repousser cette année-là Sanche Ier, qui a mis le siège devant Huesca.

### Intervention des Almoravides
En 1086, le roi de la taïfa de Séville, Al-Mu'tamid, demande aux rois des taïfas de Badajoz et de Grenade de se joindre à lui afin d'obtenir l'aide de Youssef ibn Tachfin, émir des Almoravides. Celui-ci traverse le détroit de Gibraltar et vainc l'armée d'Alphonse VI et de Sanche Ier à la bataille de Sagrajas en 1086. Cette défaite libère un peu Saragosse de la pression des chrétiens : l'armée d'Alphonse VI, accompagné du Cid, qui encerclait la ville, est forcée de lever le siège.
Mais Youssef ibn Tachfin se retourne contre les rois de taïfas qui ont fait appel à lui. Il s'empare de Séville, Grenade, Almeria et Badajoz : en 1090, il occupe alors tout le territoire d'al-Andalus. Seul al-Musta'in II, qui a conservé de bonnes relations avec les Almoravides, échappe à la destitution et conserve l'indépendance de son royaume. La condition de cette alliance avec Youssef ibn Tachfin est qu'al-Musta'in II doit servir de point de résistance aux chrétiens.

### Opérations à Valence
Dans la première moitié de l'année 1087, al-Musta'in II semble réconcilié avec le Cid. Ils marchent ensemble sur Valence, afin de porter secours au roi al-Qadir, menacé par le roi taïfa de Lérida, al-Mundir, qui s'est allié au comte de Barcelone, Bérenger-Raimond II, afin de conquérir la riche taïfa de Valence. Le Cid repousse l'attaque d'al-Mundir de Lérida, mais ne peut empêcher la chute de la forteresse de Murviedro entre ses mains.
Al-Musta'in II et le Cid se brouillent de nouveau, car le deuxième refuse de livrer la ville de Valence au premier. En 1088, alors que le Cid part en Castille, afin de solliciter l'appui d'Alphonse VI, al-Musta'in II et son nouvel allié, le comte Bérenger-Raimond II, mettent le siège devant Valence. Finalement, le Cid passe un accord avec les assaillants, qui repartent, tandis qu'al-Musta'in II rebrousse chemin vers Saragosse.

### Reprise de la lutte contre l'Aragon
Le roi d'Aragon, cependant, poursuit l'expansion de son royaume. Sanche Ier s'empare de Monzón et Estadilla en 1089 et Balaguer en 1091, avant de trouver la mort devant Huesca en 1094. Son fils, Pierre Ier reprend l'offensive et conquiert Huesca en 1096, après la brillante victoire d'Alcoraz. En 1100, al-Musta'in II perd Barbastro, soumise à un siège étroit depuis 1099, puis Sariñena.
L'année 1104, lui permet de reprendre son souffle, avec la mort du roi d'Aragon et la fin du siège mis devant Saragosse. Alphonse Ier succède à son frère Pierre Ier, mais il est accaparé par d'autres problèmes que la lutte contre les musulmans : marié à l'héritière du León et de la Castille, Urraque Ire, son attention est toute tournée vers ces régions. Al-Musta'in II pense profiter des dissenssions entre l'Aragon et le León : il s'allie à Alphonse VI de León, adversaire d'Alphonse Ier d'Aragon, et lui paie de forts parias. Au début de l'année 1110, il se porte au-devant du roi d'Aragon et saccage ses domaines pampelonais. Il est cependant vaincu et tué le 24 janvier à la bataille de Valtierra, près de Tudèle.
C'est son fils, Abdelmalik ibn Musta'in, qui lui succède.

## Famille et descendance
Al-Musta'in II a un fils connu :
- Abdelmalik ibn Musta'in (?-1130), qui prend le titre honororifique d’Imad al-Dawla (« pilier de la dynastie »), roi taïfa de Saragosse en 1110.

### Source
- (es) Cet article est partiellement ou en totalité issu de l’article de Wikipédia en espagnol intitulé « Al-Musta'in II » (voir la liste des auteurs).